# St. Mary's (Nouvelle-Écosse)
Pour les articles homonymes, voir St. Mary's.
St. Mary's est une municipalité de district canadienne de la Nouvelle-Écosse.

## Démographie
| 2001  | 2006  | 2011  | 2016  |
| ----- | ----- | ----- | ----- |
| 2 766 | 2 587 | 2 354 | 2 233 |